# Levron
Levron ist eine Ortschaft in der politischen Gemeinde Val de Bagnes im Schweizer Kanton Wallis. Levron liegt im Val de Bagnes auf einem sonnigen Plateau oberhalb von Vollèges und war bis 2020 Teil der ehemaligen politischen Gemeinde Vollèges.
In Levron kamen prähistorische Funde und Gräber aus der Latènezeit und römerzeitliche Überreste zum Vorschein.

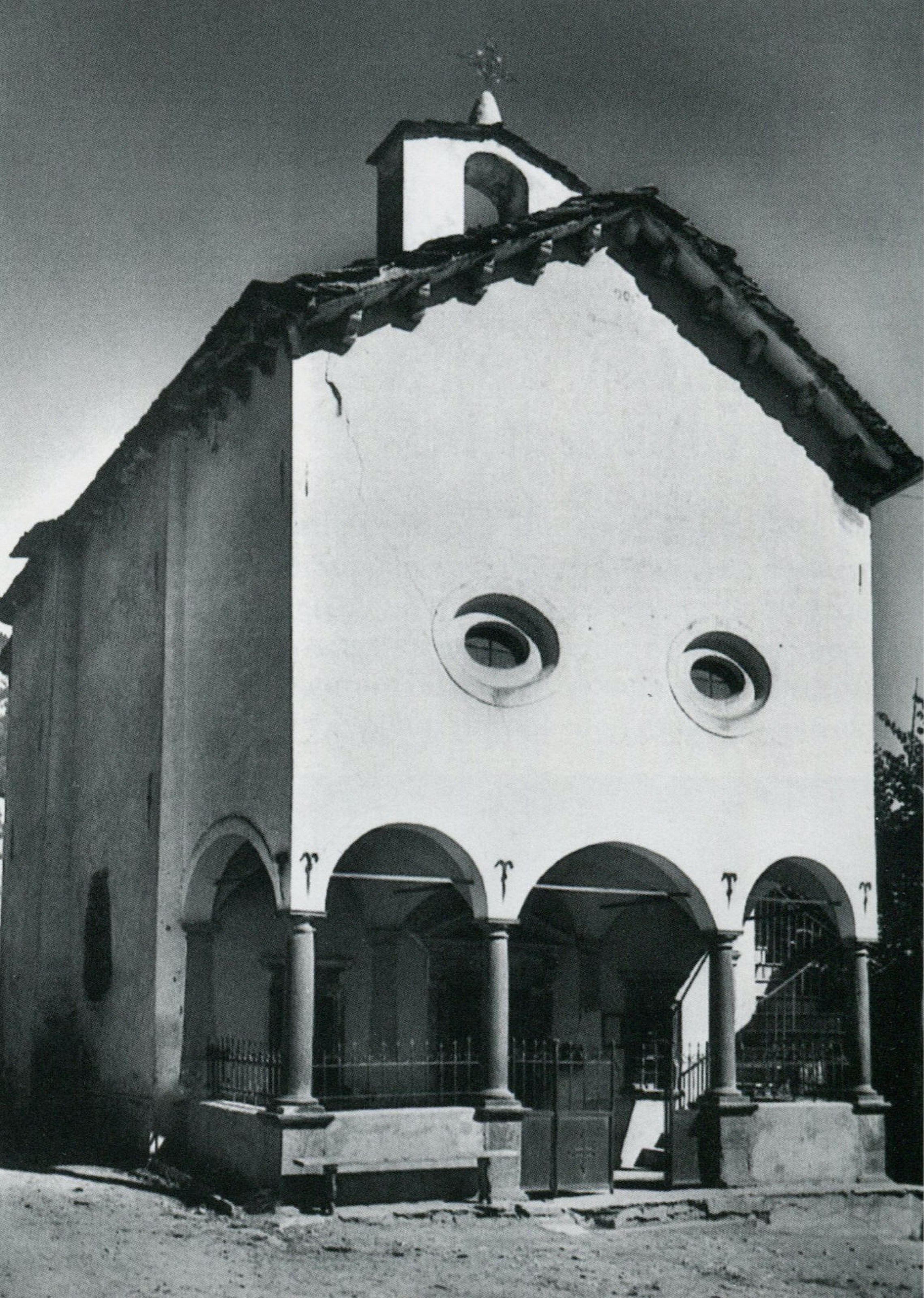
Kapelle Saint-Jean in Levron. Die erste schriftliche Quelle dieser Kapelle stammt aus dem Jahr 1483. Im August 1968 wurde die Kapelle abgerissen.

1958 wurde die Johannes-der-Täufer-Kirche anstelle der erstmals 1483 erwähnten Kapelle eingeweiht.

## Suone
Eine Wasserleite führte von 1484 bis 1923 einen Teil der Bäche unterhalb des Glacier de La Chaux  nach Levron. Es gab Diskussionen darüber, sie während oder nach dem Zweiten Weltkrieg wieder in Betrieb zu nehmen. 1965 – nach dem Bau des Mauvoisin-Staudamms – wurde die Wasserleite durch eine Leitung ersetzt, die Wasser aus dem Lac de Louvie  nach Levron führt. Heute wird dieses Wasser bei seiner Ankunft am Col du Lein in einem Kleinwasserkraftwerk turbiniert.

## Verkehr
Eine Buslinie der Transports de Martigny et Régions (TMR) führt vom Bahnhof Sembrancher nach Levron.

## Sehenswürdigkeiten

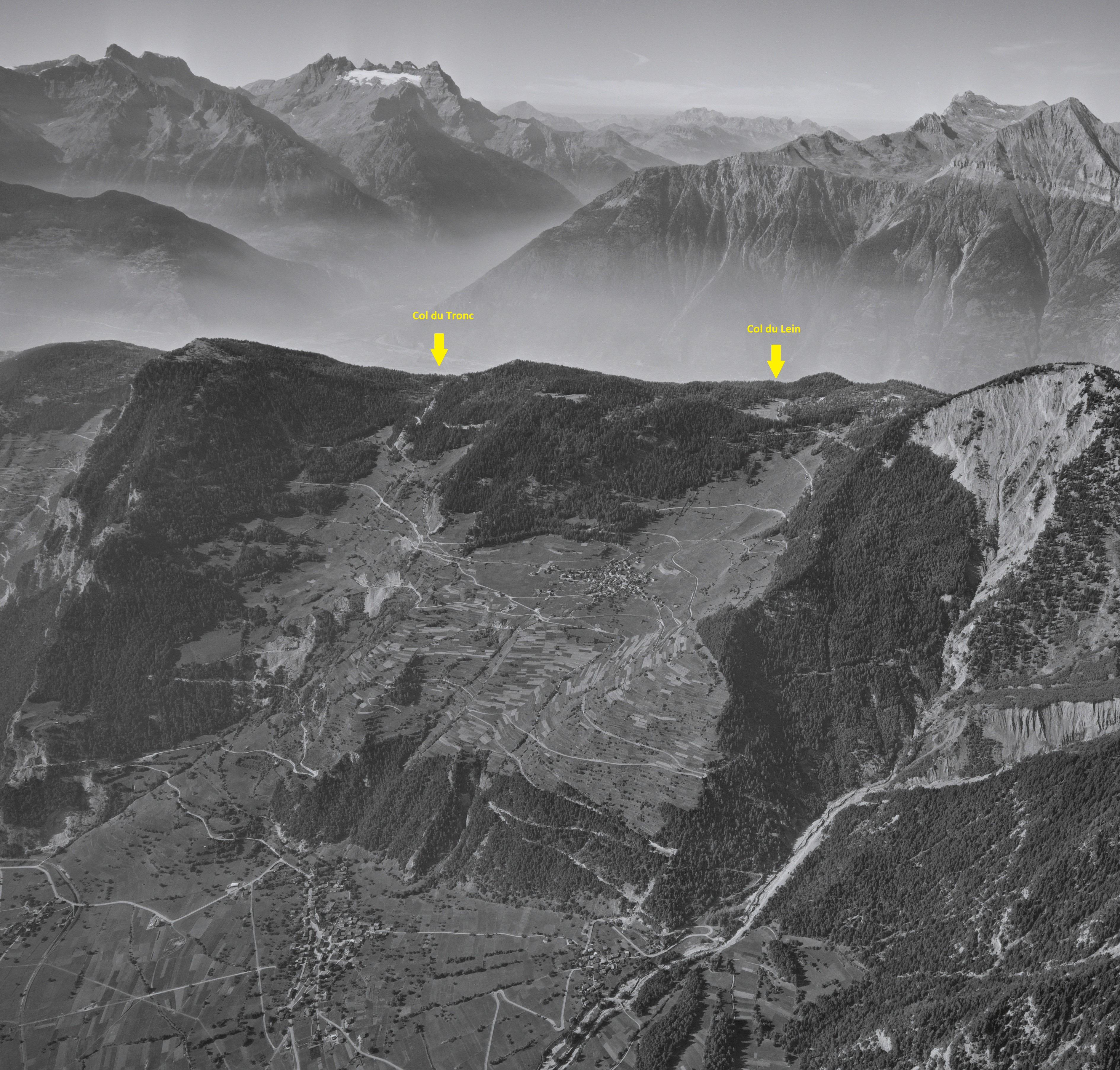
Col du Tronc und Col du Lein oberhalb von Levron, Oktober 1969

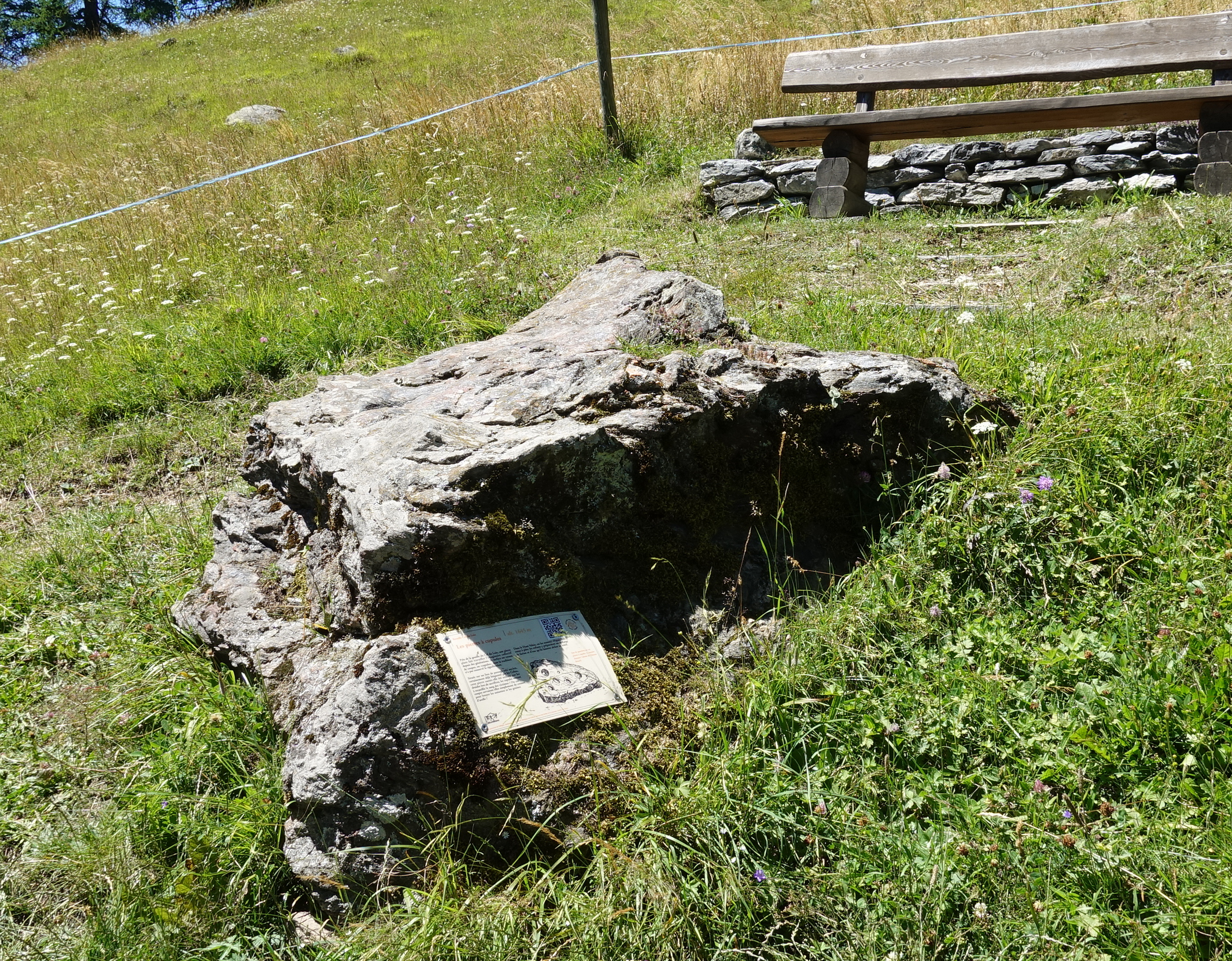
Stein mit Vertiefungen beim Col des Planches

Levron ist Ausgangspunkt für Wanderungen, z. B. entlang der Suone von Levron, über den Col du Lein, den Col du Tronc oder über den Col des Planches. Auf dem Weg zum letzteren sind Steine mit kreisförmigen und ovalen Vertiefungen zu sehen. Sie sind Überbleibsel einer alten Felskunst, deren Bedeutung immer noch umstritten ist.

### Kirche Antonius und Johannes der Täufer
Die den beiden Schutzheiligen Antonius dem Grosse und Johannes dem Täufer geweihte Kirche wurde am 22. Juni 1958 von Bischof François-Nestor Adam eingeweiht und gesegnet. Die Buntglasfenster in Kirche, die Johannes den Täufer und die vierzehn Kreuzwegstationen darstellen, stammen vom Maler Albert Chavaz, der der Schule von Savièse angehörte. Im Inneren befinden sich verschiedene Gemälde und Statuen aus der alten Barockkapelle, die Ende August 1968 abgerissen wurde.

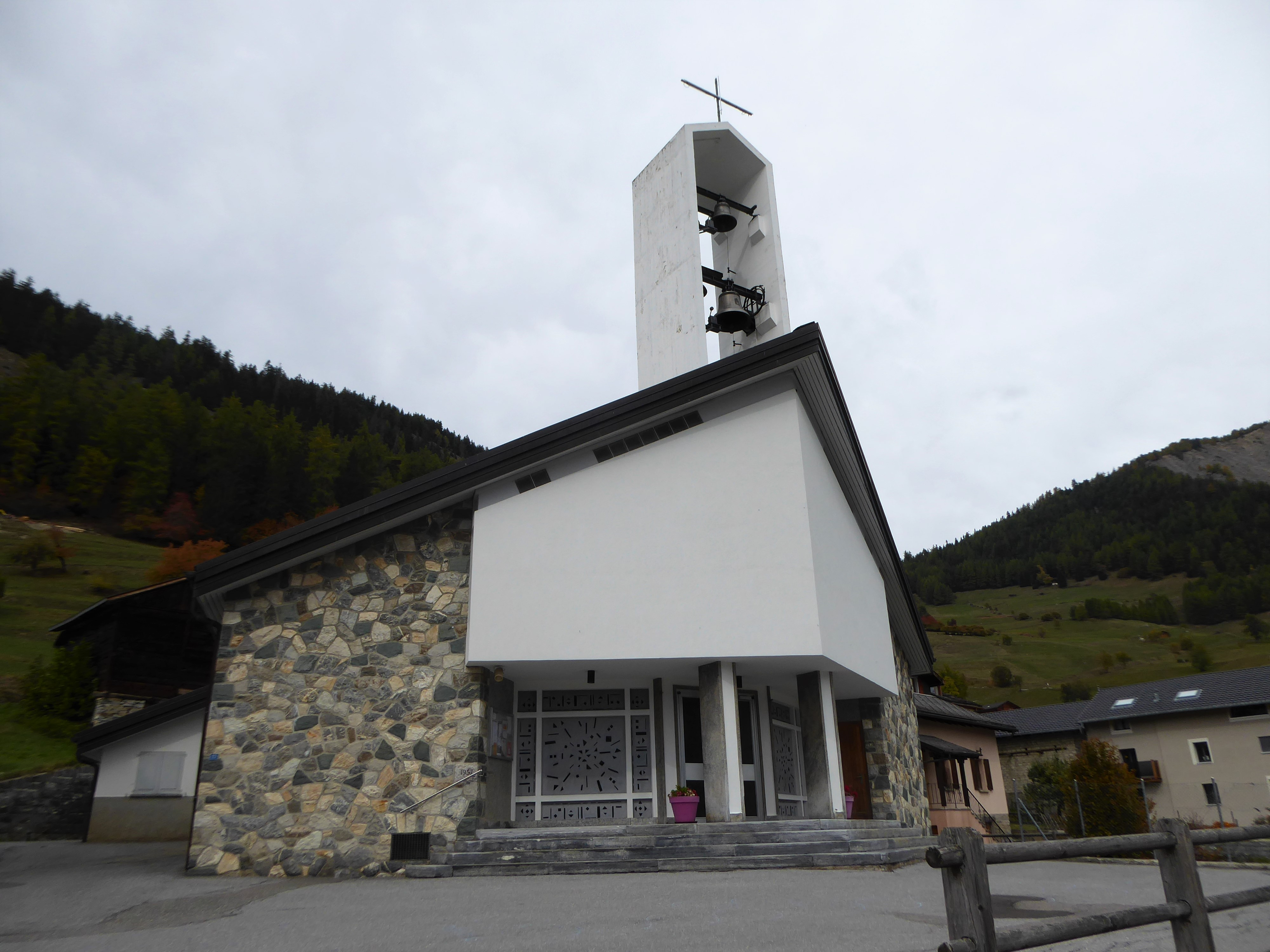
Kirche Antonius und Johannes der Täufer
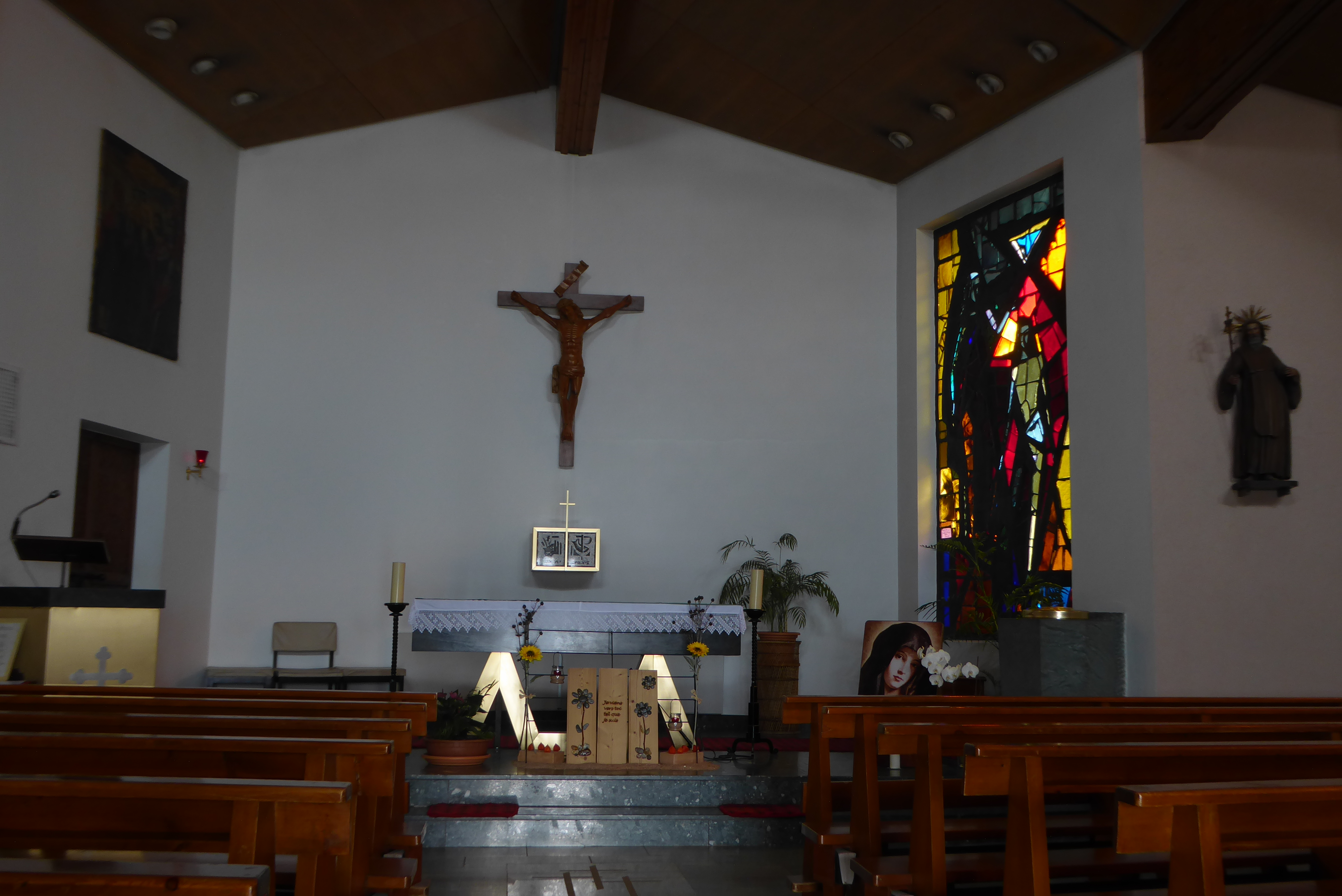
Innenraum
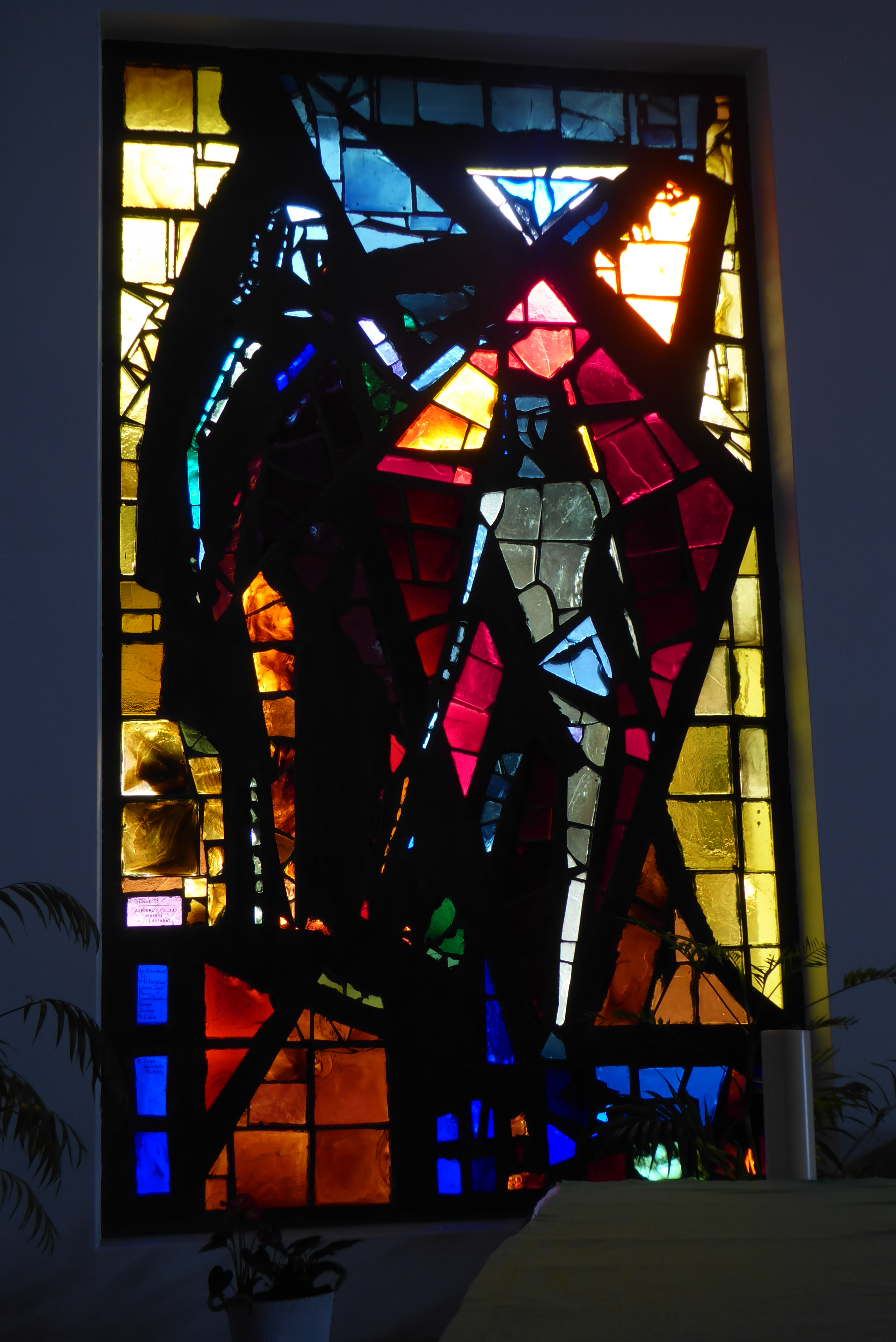
Johannes der Täufer
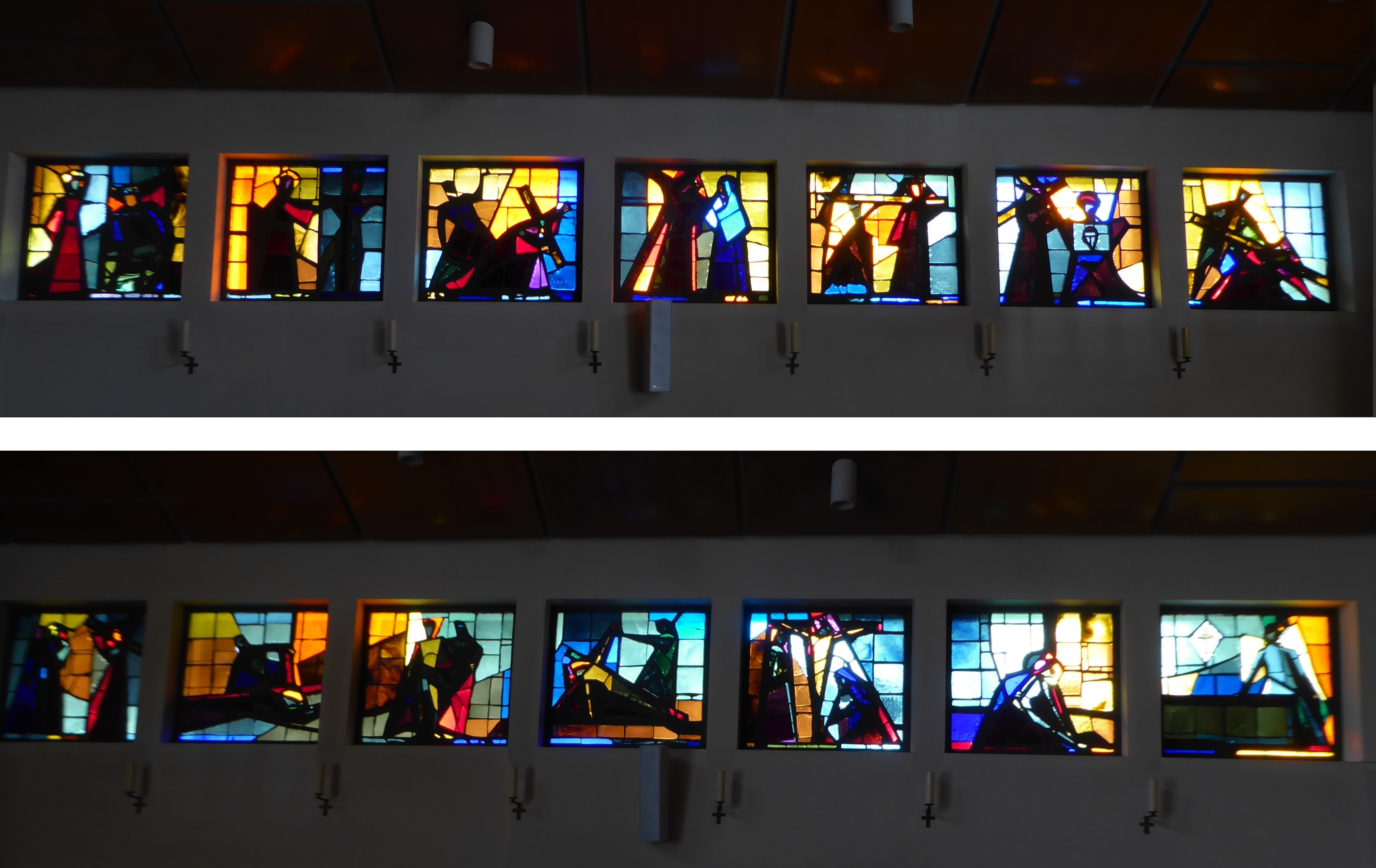
Kreuzweg

## Trivia
Der französische Schriftsteller, Drehbuchautor und Filmproduzent Emmanuel Carrère erwähnt Levron mehrfach in seinem umfangreichen Buch „Le Royaume“ (dt. Titel „Das Reich Gottes“).

## Bilder

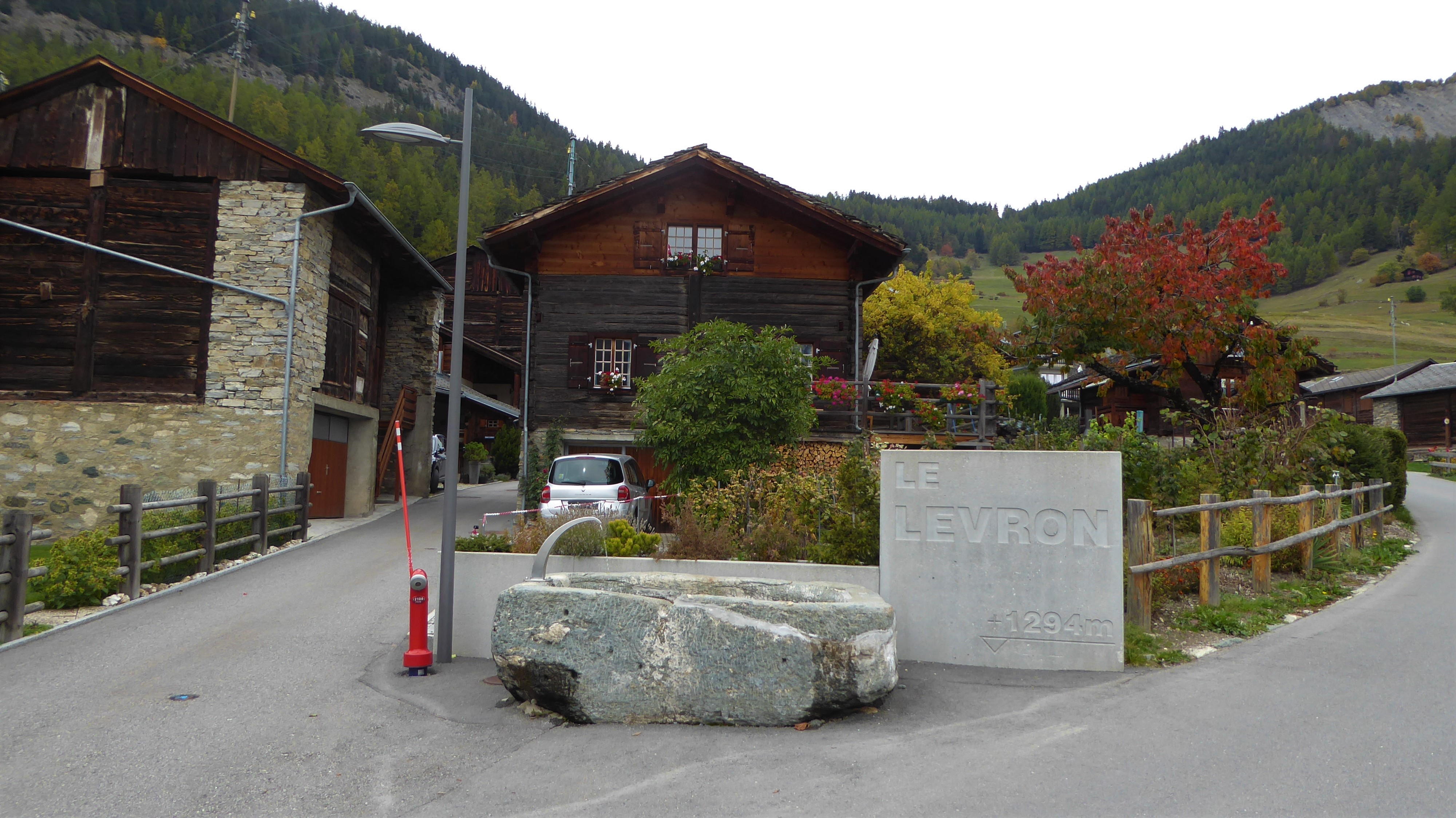
Dorfeingang
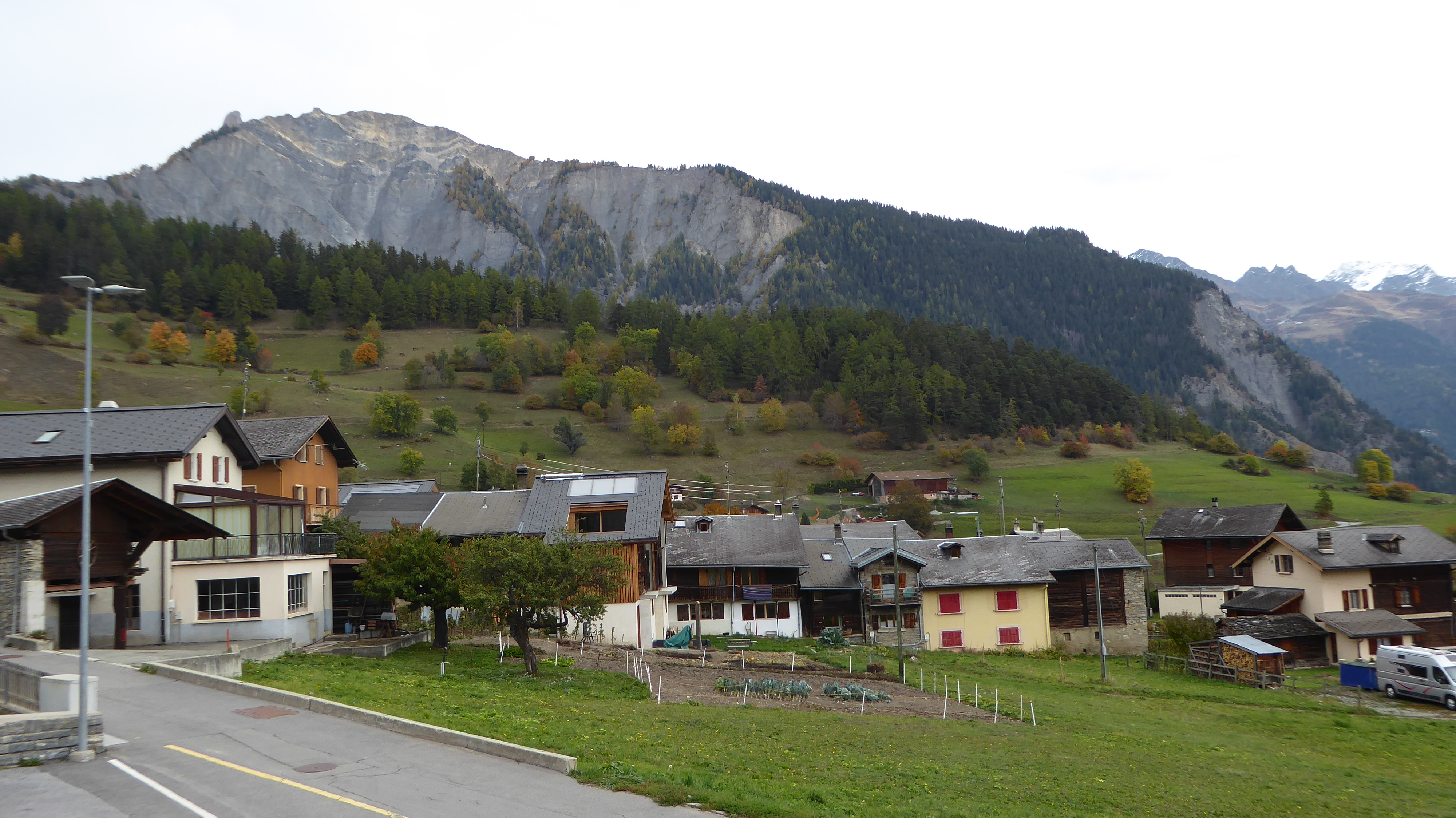
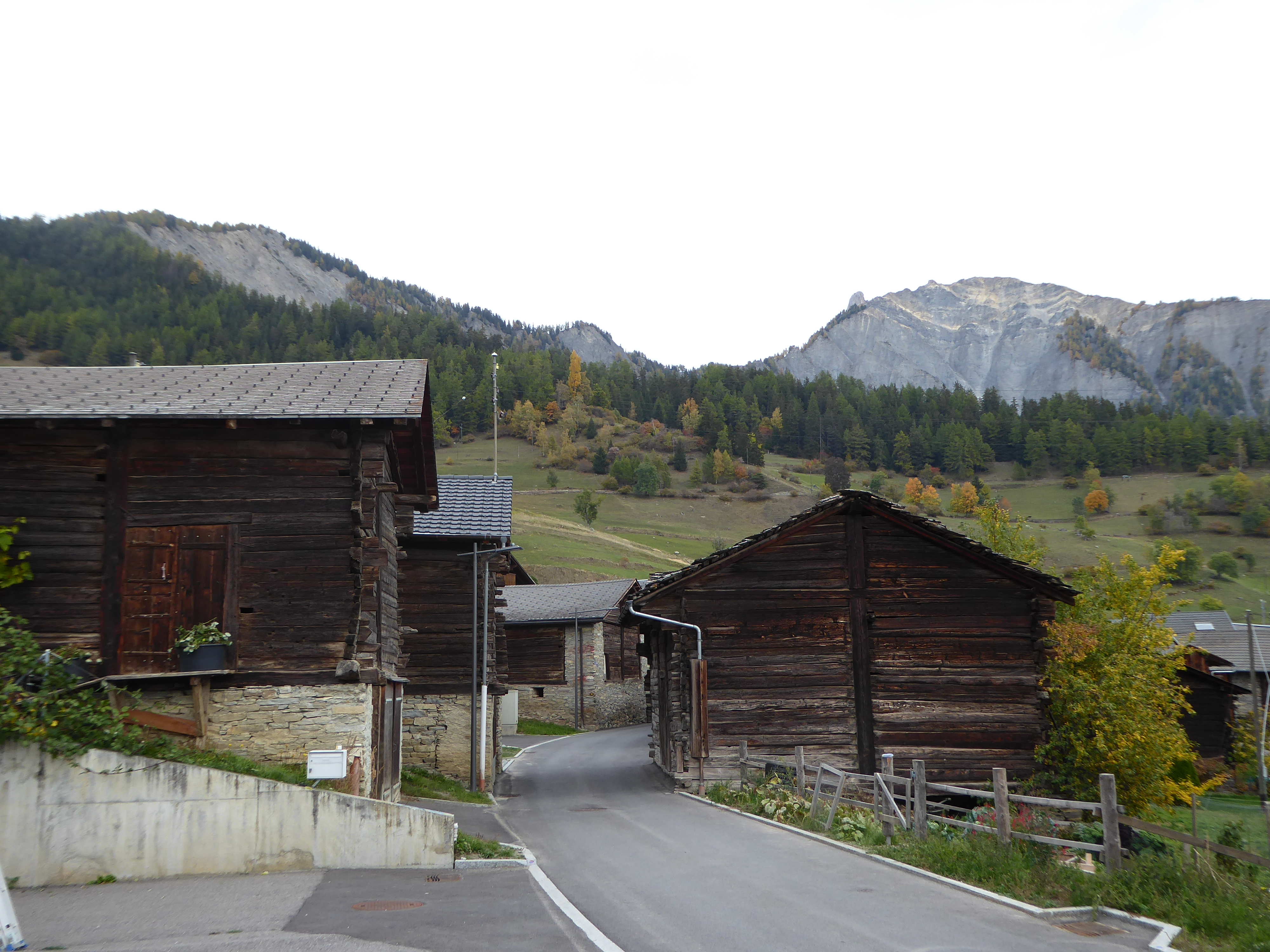
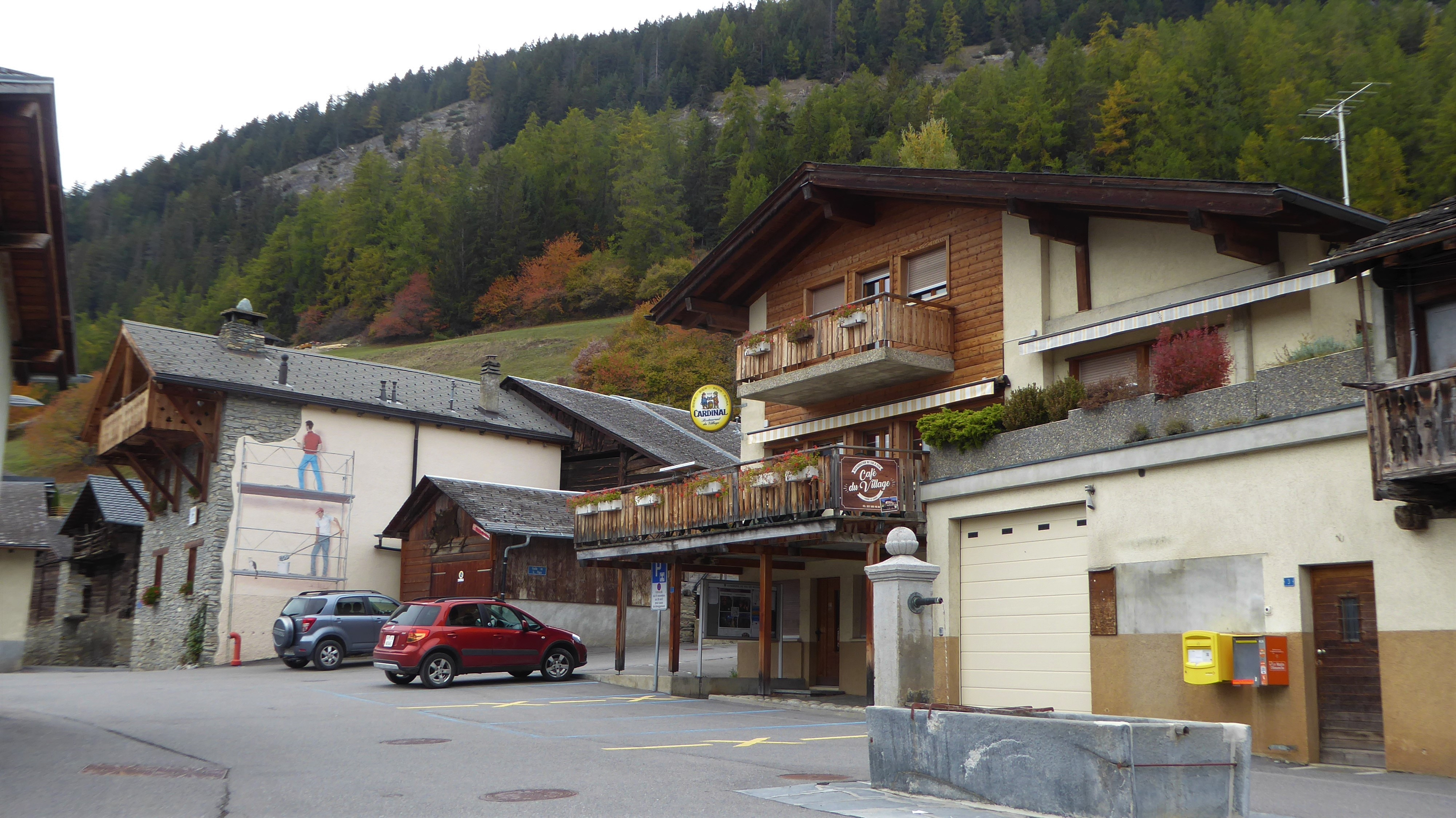
Restaurant Café du Village
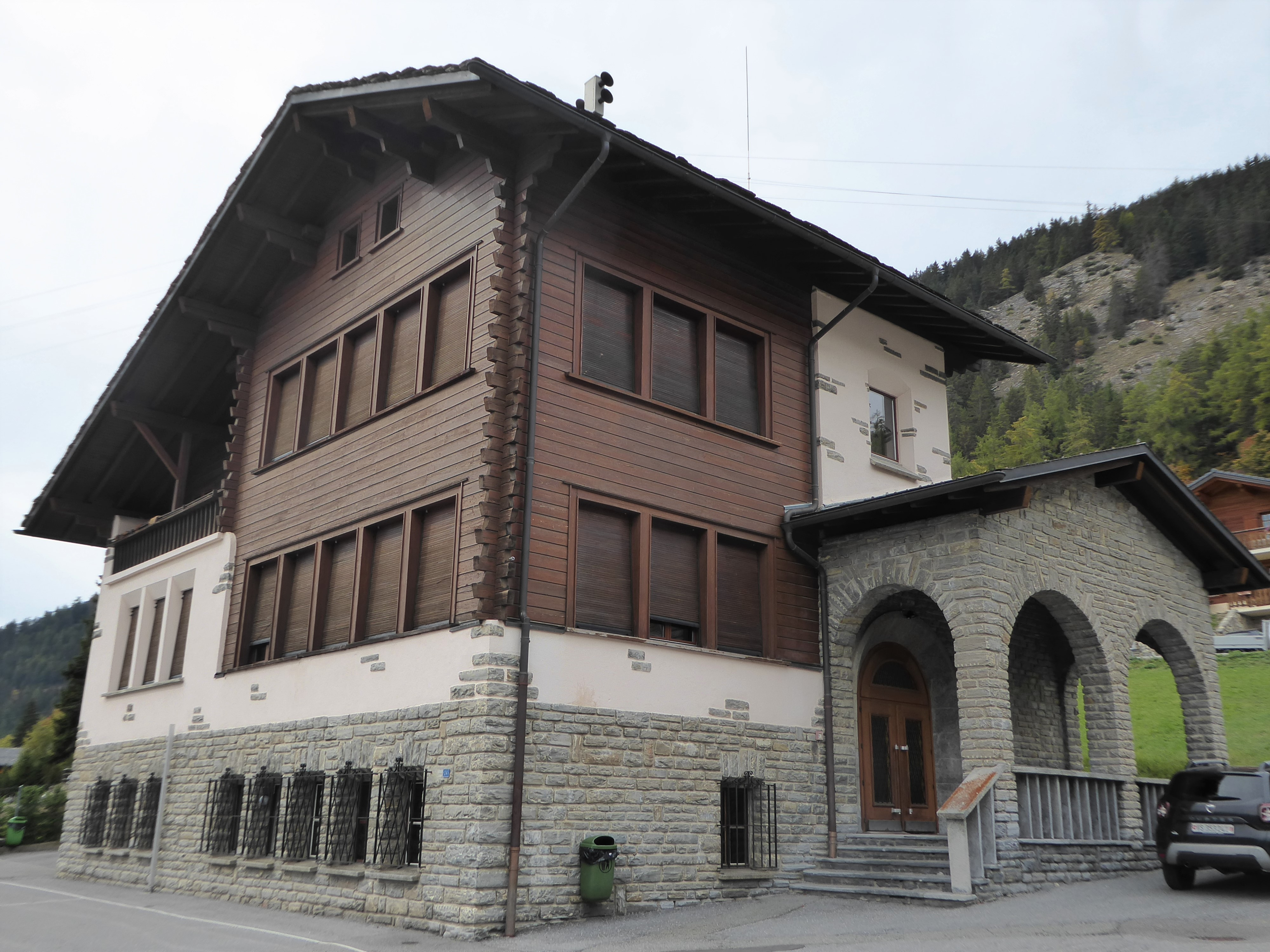
Schulhaus
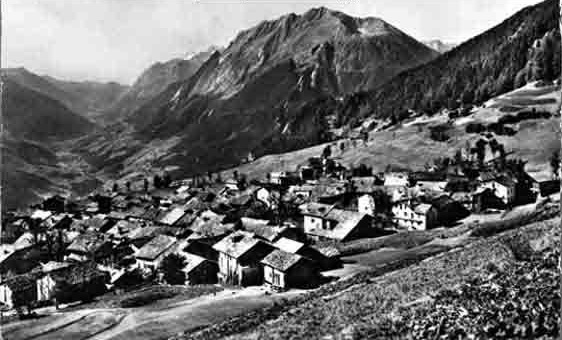
Levron, ca. 1900–1910